# Панов, Виктор Ананьевич
Виктор Ананьевич Панов (8 августа 1854, Санкт-Петербург — 8 ноября 1922, Владивосток) — капитан Корпуса флотских штурманов, первый заведующий Александровскими мореходными классами во Владивостоке, журналист основатель владивостокской газеты «Дальний Восток», градоначальник Владивостока в 1903—1905 годах.

## Учёба и служба во флоте
Родился 8 августа 1854 года в семье петербуржского мещанина. 4 сентября 1870 года был зачислен в Штурманское техническое училище Морского ведомства, которое окончил 31 марта 1874 года с присвоением звания кондукто́ра Корпуса флотских штурманов (КФШ). После окончания училища проходил службу в Белом море; в ноябре 1874 был переведён на Черноморский флот, где принимал участие в качестве производителя работ в съёмках северного берега Чёрного моря. 30 августа 1875 получил звание прапорщика КФШ. 20 декабря 1875 был переведён в Сибирский флот и 10 июня 1876 прибыл во Владивосток. В 1876—1877 гг. на клипере «Абрек» в должности старшего штурмана, в составе военного отряда под командованием контр-адмирала О. П. Пузино, и являясь его личным переводчиком, плавал по портам Восточного океана и участвовал в походе «Второй американской экспедиции» к берегам Сан-Франциско. 7 ноября 1877 года шхуна «Алеут», на которой прапорщик Панов исполнял обязанности старшего штурмана, потерпела крушение у острова Мацмай вблизи селения Сетанай. Только в апреле 1878 на шхуне «Ермак» он с командой вернулся во Владивосток. 1 января 1881 был произведён в подпоручики. В 1881 году был капитаном коммерческого парохода «Великий князь Константин». До августа 1884 года, старшим штурманом на клипере «Абрек», затем вахтенным начальником на клипере «Нерпа», плавал в дальневосточных морях и Восточном океане. 18 августа 1884 был списан на береговой телеграф.

## Служба на берегу
В течение 1885 года являлся соредактором единственной владивостокской газеты «Владивосток». В последующие годы, увлёкшись журналистикой, публиковал острые полемические статьи в этой газете. 13 апреля 1886 был произведён в поручики и вскоре назначен во Владивостокский порт заведующим по поверке астрономических и навигационных инструментов, и корректурой морских карт. 30.06.1887 был назначен исправлением должности директора маяков и лоции Восточного океана. С 28 февраля 1890 — начальник Владивостокского берегового телеграфа. 1 апреля 1890 года был произведён в штабс-капитаны. В 1890 и 1892 году по несколько месяцев исправлял должность директора маяков и лоции. С момента открытия во Владивостоке Александровских мореходных классов в 1890 году, был приглашён на должность заведующего мореходными классами, которыми руководил до их реорганизации в 1902 году, и старшего преподавателя. 12 июля 1893 года был уволен (по прошению) в отставку с правом ношения мундира в чине капитана.

## Основатель газеты «Дальний Восток»
Получив небольшой опыт журналиста и редактора в газете «Владивосток», Панов решил основать собственную газету. В 1890 году в центре города он купил участок земли и построил на нём два дома (ныне на этом месте находится драмтеатр имени Горького): двухэтажный для семьи и одноэтажный — для будущей редакции газеты и типографии. В 1892 году он основал и зарегистрировал на имя своей жены новую газету «Дальний Восток», первый номер которой вышел 25 октября. Газета пользовалась популярностью у читателей, а Виктору Ананьевичу «за острый язык и перо» приходилось не единожды платить штрафы и находиться под арестом. В августе 1914 года по решению коменданта Владивостока он был выселен из города как «человек вредный для общественного спокойствия». В апреле 1915 В. А. Панов участвовал в международном конгрессе печати в Сан-Франциско. В августе 1917 газету закрыли, объявив редактора приверженцем коммунистических идей, но в октябре того же года открыли вновь. Последний номер «Дальнего Востока» вышел 17 июня 1921 года, затем из-за финансовых трудностей работа была приостановлена. В июне—июле 1922 было выпущено лишь несколько экстренных номеров. В. А. Панов пробыл на посту редактора газеты «Дальний Восток» 30 лет. В октябре 1922, после установления в городе Советской власти, газета, в которой к тому времени работало около 100 человек, была окончательно закрыта за зловредные высказывания в адрес большевиков, а её подшивки за революционный период и книги Панова были спрятаны в спецхран.

## После отставки
В 1903 году, на выборах в органы городского самоуправления, В. А. Панов был избран городским головой. В октябре 1905, раньше срока, по собственному прошению был освобождён от занимаемой должности. Он неоднократно избирался гласным городской думы. Был членом «Общества изучения Амурского края» (ОИАК) и являлся секретарём его распорядительного комитета; способствовал организации и строительству здания музея ОИАК (ныне здесь филиал музея имени В. К. Арсеньева на улице Петра Великого). Был также членом Владивостокского биржевого комитета и секретарём Владивостокского благотворительного общества, которое курировало две элементарные школы для девочек и мальчиков и богадельню. С 1906 по 1912 год — мировой судья. 
Скончался 8 ноября 1922 года от воспаления лёгких, 10 ноября был похоронен на Покровском кладбище Владивостока.

## Семья
Виктор Ананьевич был дважды женат и имел восемь детей (во втором браке) — двух сыновей и шесть дочерей:
- Евгения Алексеевна Веденская (1870—1939) — жена (вторая);
- Елизавета (1889—1977) — эмигрировала (умерла в Брюсселе);
- Николай (1891) — воевал в белогвардейских войсках атамана Семёнова, погиб;
- Валентина (1892—1931) — эмигрировала (умерла в Шанхае);
- Евгения (1896—1984): муж репрессирован и расстрелян в 1937 во Владивостоке. В 1938 году Евгения с дочерью Ией (1917) уехала в Ленинград, откуда во время Великой Отечественной войны были вывезены немцами в Германию. После войны Ия вышла замуж за бельгийца Франкьена. В 1962, после смерти мужа, вместе с матерью Евгенией Викторовной и сыном Ивом переехали в Америку в Сан-Франциско;
- Наталья (1897—1984) – эмигрировала (умерла в Сан-Франциско);
- Виктор (1900—1922) — воевал в белогвардейских войсках атамана Семёнова, погиб; по другим данным покончил жизнь самоубийством;
- Ольга (1901) — эмигрировала с мужем в Америку, проживала в Сан-Франциско;
- Вера (1903—1970) — эмигрировала, но вернулась в Россию; актриса, играла на сценах ленинградских театров. Была сослана в Сибирь, умерла в Иркутске.

## Награды
- Орден Святого Станислава 3-й степени (1884);
- Орден Святой Анны 3-й степени (1888)

## Некоторые работы
- Панов В. А. Историческая ошибка: О политике России на Дальнем Востоке накануне русско-японской войны. — Владивосток, 1908.
- Панов В. А. Дальневосточное положение (очерк Приамурья). — Владивосток, 1912. — 119 с.
- Панов В. А. Кризис: (К Дальневосточному положению). — Владивосток, 1913. — 29 с.

В архиве Приморского краевого отделения «Русского географического общества» — Общества изучения Амурского края находится фонд Панова Виктора Ананьевича. В фонде 24 дела постоянного хранения за 1854—1895 годы: статьи, фотографии, биографические материалы.